# Gerhard Kaiser (Germanist, 1927)

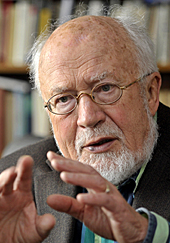
Gerhard Kaiser (2009)

Gerhard Kaiser (* 2. September 1927 in Tannroda bei Weimar; † 2. August 2012 in Freiburg im Breisgau) war ein deutscher Germanist. Er lehrte von 1966 bis 1990 neuere deutsche Literaturgeschichte an der Albert-Ludwigs-Universität Freiburg in Freiburg im Breisgau.

## Leben
Nach einer Ausbildung im Bereich von Theater und Schauspiel studierte Kaiser ab 1949 Germanistik, Geschichte und Philosophie an der Humboldt-Universität in Berlin. 1950 verließ er die DDR als politischer Flüchtling und vervollständigte seine Studien in München. Er promovierte 1956 bei Franz Schnabel im Fach Geschichte und wechselte dann in die Germanistik (Habilitation 1962 bei Friedrich-Wilhelm Wentzlaff-Eggebert in Mainz). 1963 erhielt er eine Professur für Neuere deutsche Literaturgeschichte in Saarbrücken und folgte 1966 einem Ruf nach Freiburg im Breisgau an die Albert-Ludwigs-Universität, wo er trotz zahlreicher anderweitiger Berufungen bis 1990, als er sich vorzeitig in den Ruhestand versetzen ließ, blieb. 2004/5 nahm er eine Stiftungsprofessur in Basel wahr.
Kaiser war ordentliches Mitglied der Heidelberger Akademie der Wissenschaften und korrespondierendes Mitglied der Sächsischen Akademie der Wissenschaften zu Leipzig, Dr. h. c. der Universität Lüttich und Dr. h. c. der Ev.-Theol. Fakultät der Eberhard-Karls-Universität Tübingen. Im Jahr 2001 erhielt er die Goldene Goethe-Medaille der Goethe-Gesellschaft Weimar.
Gerhard Kaiser verstarb am 2. August 2012, kurz vor Vollendung des 85. Lebensjahrs, nach langer schwerer Krankheit.

## Leistung
Das Geschichtsstudium und eine frühe Rezeption Hegels und des Marxismus (Georg Lukács) schärften Kaisers Aufmerksamkeit für die geschichtliche und gesellschaftliche Einbettung der Literatur. Die Schule der Interpretation (Emil Staiger, Hugo Friedrich) gab ihm die Instrumente für einen minutiösen Umgang mit dem literarischen Text und ließ ihn die Einsicht gewinnen, dass Dichtungen nicht Widerspiegelung, sondern individuelle Antworten auf die geschichtliche Situation sind. Die Promotion als Historiker richtete seinen Blick auf die Ausstrahlung des Christentums in die säkulare Kultur. Kaisers Ziel als Literaturwissenschaftler ist es, die eminente Kulturbedeutung der Literatur als einzigartigen, hochkomplexen Mediums der Weltdurchdringung und -deutung im Bewusstsein unserer Zeit lebendig zu halten. Das wird versucht sowohl in Grundsatzüberlegungen (Wozu noch Literatur? 1996) wie in eindringlichen Einzelinterpretationen wie auch in geschichtlichen Darstellungen, die literarische Epochen als spannungsvolle Konstellationen von Werken und Autoren in ihrem Zeitbezug auffassen. Kaiser klärte und bereicherte seine Sicht in intensiver literaturtheoretischer Diskussion mit der Psychoanalyse, der Kritischen Theorie, dem Poststrukturalismus und zuletzt der kulturwissenschaftlichen Wende der Literaturwissenschaften. Aus seiner Frage nach Funktion und Transformation christlicher Vorstellungen, Motive, Bilder und Strukturen speziell in nichtchristlicher Literatur trat schließlich die umgekehrte Frage heraus: Was erbringt die literarische, im Kernbestand erzählerische Darstellungsweise der Bibel theologisch? Kaisers Untersuchen, wie das Christuswort „Die Wahrheit wird euch frei machen“ (Joh 8,32) 1911 zur Devise der dezidiert wissenschaftsliberalen Universität Freiburg werden konnte, mündet in die wissenschaftstheoretische Erörterung in eigener Sache, ob und wie ein Christ ein moderner Wissenschaftler sein kann.

## Werke
- Pietismus und Patriotismus im literarischen Deutschland: Ein Beitrag zum Problem der Säkularisation, Wiesbaden 1961. 2. erg. Aufl. Frankfurt 1973 (Diss. 1956)
- Klopstock: Religion und Dichtung, Gütersloh 1963 (Studien zu Religion, Geschichte und Geisteswissenschaft 1). – Erweiterte Fassung der Habilitations-Schrift – 2., durchges. Aufl. Kronberg/Ts. 1975
- Geschichte der deutschen Literatur von der Aufklärung bis zum Sturm und Drang: 1730–1785. Gütersloh 1966 (Einzelband aus: Geschichte der deutschen Literatur. Hrsg. H. Rüdiger.). – 2., erw. und vollst. überarb. Aufl. als Aufklärung. Empfindsamkeit. Sturm und Drang. München 1976 (= Geschichte der deutschen Literatur / Hrsg. von Gerhard Kaiser. Bd. 3. [UTB; 484]). – 3., überarb. Aufl. München 1979. – 4. Auflage Tübingen und Basel 1991. – 5. Auflage Tübingen und Basel 1996. – 7. Auflage 2007
- Vergötterung und Tod. Die thematische Einheit von Schillers Werk, Stuttgart 1967 (= Dichtung und Erkenntnis 3)
- Die Dramen des Andreas Gryphius. Eine Sammlung von Einzelinterpretationen, hrsg. von Gerhard Kaiser, Stuttgart 1968 (eigene Beiträge zu: Leo Armenius, Peter Squentz, Horribilicribrifax, Verliebtes Gespenste und Geliebte Dornrose)
- Günter Grass: Katz und Maus, München 1971.
- Antithesen: Zwischenbilanz eines Germanisten 1970–1972, Frankfurt 1973
- Benjamin. Adorno: Zwei Studien, Frankfurt 1974
- Neue Antithesen eines Germanisten 1974–1975, Kronberg/Ts.: Scriptor 1976
- Wandrer und Idylle: Goethe und die Phänomenologie der Natur in der deutschen Dichtung von Geßner bis Gottfried Keller. Göttingen: Vandenhoeck & Ruprecht 1977
- Von Arkadien nach Elysium: Schiller-Studien, Göttingen: Vandenhoeck & Ruprecht 1978
- (Mit Friedrich A. Kittler:) Dichtung als Sozialisationsspiel: Studien zu Goethe und Gottfried Keller, Göttingen: Vandenhoeck & Ruprecht 1978
- Bilder lesen: Studien zu Literatur und bildender Kunst, München: Fink 1981
- Gottfried Keller: Das gedichtete Leben, Frankfurt: Insel 1981
- Gottfried Keller: Das Sinngedicht. Novellen. Mit Illustrationen, hrsg. und mit einem Nachwort versehen von Gerhard Kaiser, Frankfurt 1982
- Gottfried Keller: Kleider machen Leute, hrsg. von Gerhard Kaiser, Paderborn 1982
- Gottfried Keller: Eine Einführung, München und Zürich 1985
- Gottfried Keller: Sämtliche Werke, hrsg. von Thomas Böning und Gerhard Kaiser, 5 Bde., Frankfurt 1985 ff.
- Augenblicke deutscher Lyrik: Gedichte von Martin Luther bis Paul Celan interpretiert durch Gerhard Kaiser, Frankfurt: Insel, 1987. – 2. Aufl. 1987. – 3. Aufl. 1990. – 4. Aufl. 1991
- Geschichte der deutschen Lyrik von Goethe bis Heine: Ein Grundriß in Interpretationen. 3 Teile. Frankfurt a. M. 1988, 1991 – Neuausgabe: Geschichte der deutschen Lyrik von Goethe bis zur Gegenwart: Ein Grundriß in Interpretationen, 3 Bde. 2. Auflage Frankfurt a. M.: Insel 1996
- Mutter Natur und die Dampfmaschine: Ein literarischer Mythos im Rückbezug auf Antike und Christentum, Freiburg i.Br.: Rombach 1991
- Karl August Hanke; Gerhard Kaiser: Bilder im Krieg – Menschen im Krieg. Sankt Gallen, Freiburg i.Br. 1994
- Ist der Mensch zu retten? Vision und Kritik der Moderne in Goethes "Faust", Freiburg i.Br. 1994
- Wozu noch Literatur? Über Dichtung und Leben, München: C. H. Beck 1996
- Christus im Spiegel der Dichtung: Exemplarische Interpretationen vom Barock bis zur Gegenwart, Freiburg i. Br.: Herder 1997. – 2. Aufl. 1999
- Christologische Bezüge in säkularer Literatur: Einige Beispiele von Goethe bis Dürrenmatt. Stuttgart, Leipzig 1997 (= Sitzungsberichte der Sächsischen Akademie der Wissenschaften zu Leipzig. Philologisch-historische Klasse; Bd. 135, Heft 3)
- Rede, daß ich dich sehe: Ein Germanist als Zeitzeuge, Stuttgart München 2000
- Goethe – Nähe durch Abstand: Vorträge und Studien. Jena, Weimar: VDG, 2000 (= Kulturwissenschaftliche Reihe des Collegium Europaeum Jenense; 1). – 2. Aufl. 2001
- Väter und Brüder. Weltordnung und gesellschaftlich-politische Ordnung in Schillers Werk, Stuttgart, Leipzig 2001 (= Abhandlungen der Philologisch-historischen Klasse der Sächsischen Akademie der Wissenschaften zu Leipzig. Philologisch-historische Klasse. Bd. 80. H. 2)
- Die Wahrheit wird euch frei machen: Die Freiburger Universitätsdevise – ein Glaubenswort als Provokation der Wissenschaft, Vortrag 2003
- Zusammen mit Hans Peter Mathys: Das Buch Hiob: Dichtung als Theologie, Neukirchen-Vluyn: Neukirchener Verlag 2006 (= Biblisch-Theologische Studien; 81) – Erneut publiziert bei: Verlag der Weltreligionen 2010 – ISBN 978-3-458-72016-4.
- Resurrection: Die Christustrilogie von Patrick Roth – Der Mörder wird der Erlöser sein, Tübingen, Basel: A. Francke 2008 – ISBN 978-3-7720-8267-2
- Spätlese. Beiträge zur Theologie, Literaturwissenschaft und Geistesgeschichte, Tübingen, Basel: A. Francke 2008 (500 Seiten) – ISBN 978-3-7720-8276-4
- Der Wahrheitsanspruch des Christentums. Zwei Essays, Tübingen: Narr Francke Attempto Verlag 2009 – ISBN 978-3-7720-8350-1
- Toleranz. Der historische und aktuelle Spielraum einer Idee, in: Stimmen der Zeit 228 (2010), 541–555
- "...wilder als alles Vergängliche". Fünf Essays zu deutschsprachigen Werken der Gegenwartsliteratur. Daniel Kehlmann – Christian Lehnert – Adolf Muschg – Christoph Ransmayr – Patrick Roth (= Rombach Wissenschaften – Reihe Litterae 181), Freiburg 2011 – ISBN 978-3-7930-9652-8
- Die Menschwerdung Gottes im Bibeltext. Mit einem Nachwort von Karl Kardinal Lehmann, Tübingen: Narr Francke Attempto Verlag 2011 – ISBN 978-3-7720-8412-6

## Audio
- Gerhard Kaiser: Feindliche Brüder und ihre Väter, 1982: